# Bruno Schneider
Bruno Leopold Schneider (ur. 26 października 1919 w Goisern) – austriacki lekkoatleta, średniodystansowiec.
Na mistrzostwach Europy w 1950 odpadł w eliminacjach na 1500 metrów.
Ośmiokrotny mistrz Austrii: w biegu na 1500 metrów (1940, 1946, 1947, 1948, 1950 i 1951), biegu na 5000 metrów (1951) oraz w biegu przełajowym na dystansie 7,6 km (1951).
Dwukrotnie ustanawiał rekord kraju w biegu na 1500 metrów:
- 3:56,2 (8 sierpnia 1947, Wiedeń)[4]
- 3:55,0 (30 czerwca 1951, Wiedeń)[4]

Raz w biegu na 3000 metrów:
- 8:35,0 (29 czerwca 1951, Wiedeń)[5]

## Rekordy życiowe
- Bieg na 1500 metrów – 3:55,0 (1951) wynik ten był do 1952 roku rekordem Austrii[4]
- Bieg na 3000 metrów – 8:35,0 (1951) wynik ten był do 1956 roku rekordem Austrii[5]